# Partito Democratico d'Albania
Il Partito Democratico d'Albania (in albanese Partia Demokratike e Shqipërisë, PD o PDSH) è un partito politico di centro-destra albanese, membro del Partito Popolare Europeo.

## Storia

### Dal 1991 al 2000

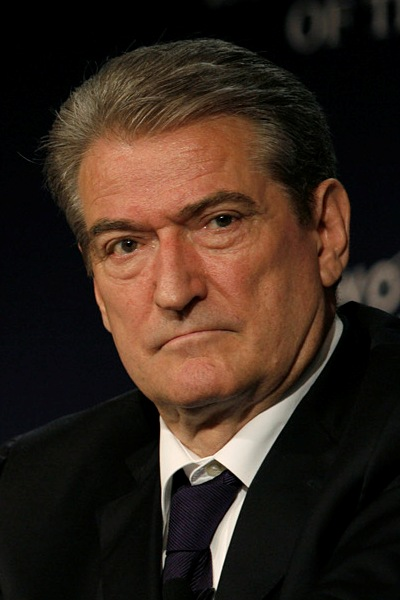
Sali Berisha, esponente storico e più volte presidente del partito dal 1991 (19 anni)

Alle elezioni politiche del 1991, le prime democratiche dopo la caduta del regime comunista, il PD raccolse il 38,7% dei voti ed elesse 75 deputati. Il PD divenne così il principale partito di opposizione al governo guidato dai socialisti del PSSH. Alle elezioni dell'anno successivo il PD ottenne il 62,1% dei voti, eleggendo 92 seggi, il miglior risultato della sua storia. Sali Berisha, leader del partito, fu eletto presidente della Repubblica. Già nel primo anno di governo il PD, però, perse alcuni esponenti in polemica con la linea dirigista di Berisha; essi fondarono il Partito Alleanza Democratica, un partito centrista liberale, in seguito alleatosi per breve tempo con i socialisti.
Alle elezioni del 1996 il PD perse ben sette punti percentuali (55,5%), ma incrementò i propri seggi a 122, conquistando, di fatto, quasi tutto il Parlamento. All'opposizione, infatti, rimasero appena 18 seggi. L'opposizione accusò il governo Berisha di brogli elettorali e scese in piazza, rischiando l'inizio di una vera e propria guerra civile. Il governo fu costretto a dimettersi dopo pochi mesi e, nel 1997, si svolsero nuove elezioni.
Alle elezioni politiche del 1997 il PD perse il 30% dei voti (25,8%) ed elesse 29 deputati (93 in meno). I socialisti ottennero il 52,7% dei voti, 101 seggi e guidarono il governo con Fatos Nano.

### Dal 2001 ad oggi

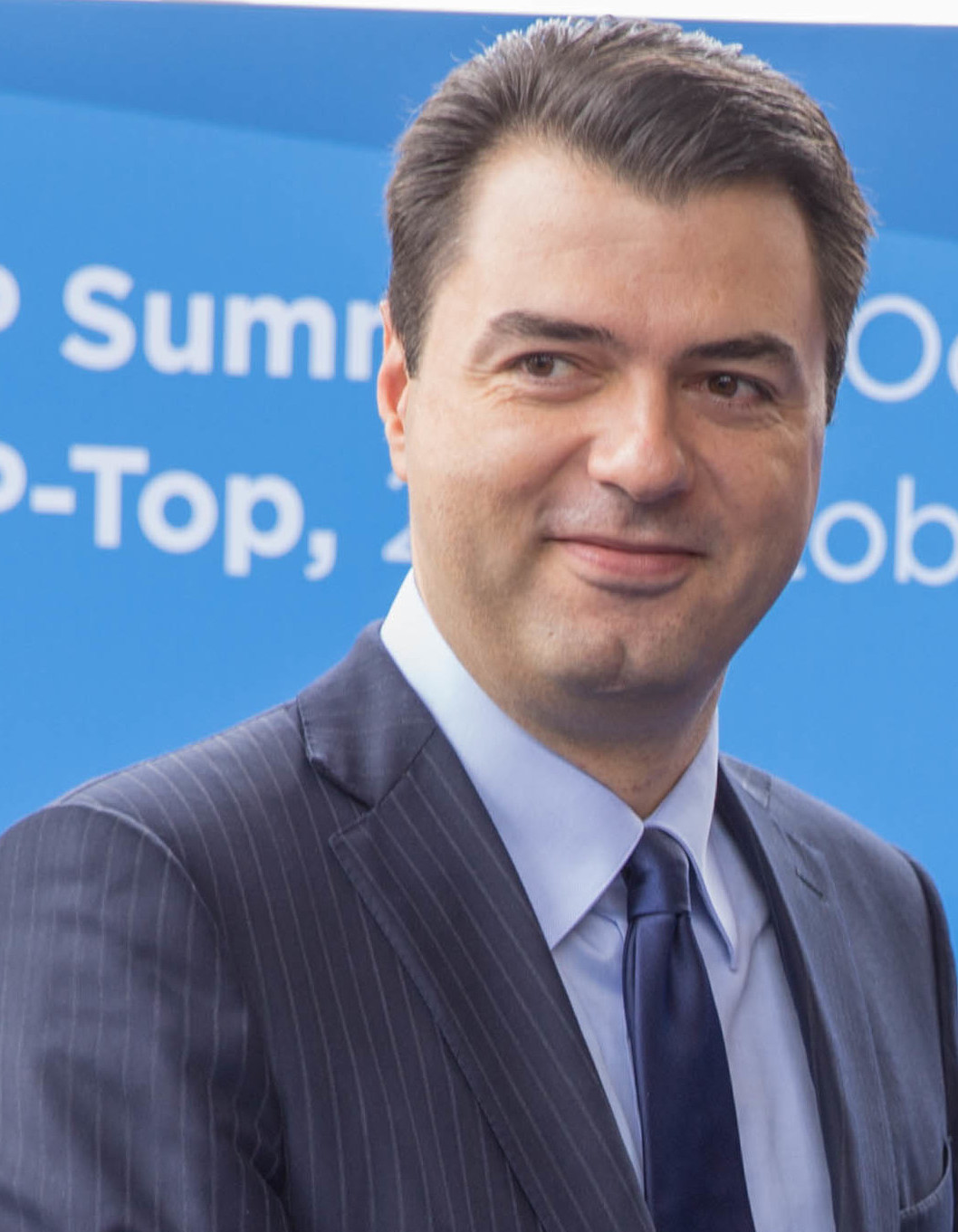
Lulzim Basha, presidente del partito dal 2013 al 2022, conteso con Sali Berisha

Alle elezioni parlamentari del 2001 il PD si presentò nella coalizione Bashkimi për Fitoren (Uniti per la Vittoria), insieme all'Unione Liberal Democratica (BLD), al Partito Cambiamento e Legalità (PLL), al Fronte Nazionale Albanese (BKS) e al Partito Repubblicano d'Albania (PRS). La lista unitaria raccolse il 36,8% ed elesse 46 deputati. L'incremento di 13 seggi non fu tuttavia sufficiente a vincere la competizione elettorale. Il Partito Socialista (PSSH), infatti, pur scendendo al 41,5% dei voti, ottenne comunque la maggioranza assoluta dei seggi, 73 su 140.
Nel 2005 una commissione composta da esponenti di tutti i partiti decise di apportare alcune modifiche al sistema elettorale e ad invitare l'OSCE a controllare la regolarità del voto. Fu inoltre deciso di istituire una commissione centrale per il riconteggio dei voti, con lo scopo di evitare i possibili brogli a livello locale. Il precedente sistema elettorale era un sistema misto. Cento deputati venivano eletti con il sistema maggioritario a doppio turno. Se nessun deputato conseguiva il 50% dei voti più uno, si procedeva al ballottaggio tra i due più votati. Altri 40 deputati venivano eletti attribuendo i seggi ai vari partiti in modo proporzionale ai voti conseguiti nel primo turno. Non partecipavano, però, all'attribuzione dei 40 seggi i partiti che, a livello nazionale, non avevano raccolto il 2,5% dei voti o che facevano parte di coalizioni che non raggiungevano il 4% dei voti.
Il nuovo sistema elettorale previde che 100 seggi sarebbero stati attribuiti col sistema maggioritario a turno unico (il candidato che prende più voti in un collegio viene eletto), i restanti 40 con il sistema proporzionale, ma con il voto di lista. Nell'attribuzione, poi, dei seggi del proporzionale erano avvantaggiati i partiti che al maggioritario non avevano vinto in alcun collegio. Lo sbarramento rimase quello precedente.
Alle elezioni parlamentari del 2005 il PD ottenne 56 seggi e Sali Berisha tornò alla guida del governo, questa volta di coalizione. Il PD, infatti, formò un'alleanza con Aleanca për Liri, Drejtësi dhe Mirëqenie (Alleanza per Libertà, Giustizia e Solidarietà, ALDM), a sua volta composta da Partito Repubblicano d'Albania (PRS), Partito Democratico Riformato (PDR), Partito Democristiano d'Albania (PDK), Unione Liberal Democratica (BLD), Partito del Fronte Democratico Nazionale (PBKD), Partito dell'Unione Democratica Albanese (PBDS), Partito dell'Unione per i Diritti Umani (PBDNJ).
I partiti dell'ALDM raccolsero, nella quota proporzionale il 33,4% dei voti (di cui 20% il PRS e 7,4% il PDR), ottenendo 18 seggi su 40 della quota proporzionale. Il PD, pur ottenendo il 7,7% dei voti, nel proporzionale non elesse alcun deputato. Tutti i 56 seggi ottenuti dal PD, infatti, furono eletti nel maggioritario. Questo risultato fu dovuto al fatto che gli alleati del PD votarono al maggioritario i candidati del PD e nel proporzionale quelli dell'Alleanza.
Alle elezioni del 2009, il PDSH entrò a far parte della coalizione Alleanza del Cambiamento (Aleanca e Ndryshim), composta da quasi tutti i partiti che avevano sostenuto il governo di centro-destra. Il nuovo sistema elettorale (proporzionale su base circoscrizionale con sbarramento al 3%) finì per favorire i due partiti maggiori PDSH e PSSH. In alcune circoscrizioni, infatti, il numero limitato di seggi in palio fece sì che, di fatto, lo sbarramento fosse superiore al 10%. L'Alleanza ottenne il 46,5% dei voti e 70 seggi, di cui ben 68 andarono al PDSH, che ottenne il 40% di voti su base nazionale.
Il PDSH è ritornato al governo, ma oltre al sostegno degli alleati del PDI (regionalisti), è dovuto ricorrere anche al sostegno dei socialisti di LSI.
Alle elezioni politiche 2013, i democratici hanno dato vita alla coalizione di centro-destra Alleanza per l'Impiego, il Benessere e l'Integrazione.

## Ideologia e posizioni
Il programma del partito prevede l'introduzione della Flat tax al 9% per incentivare la nascita di nuove imprese. Una forte lotta all'immigrazione clandestina e al narcotraffico tramite blocchi navali concordati con l'Italia e i paesi confinanti . In politica estera il partito è fortemente europeista e atlantista, propone infatti l'entrata dell'Albania nella UE, nonché l'adesione alla moneta unica dell'Euro e la creazione di un esercito comune di difesa europeo. Supporta inoltre l'indipendenza del Kosovo, la sovranità dell'Ucraina e la difesa dello stato di  Israele Si oppone al progetto Open Balkan ritenendolo come un mezzo dei russi e serbi per destabilizzare i Balcani. Il partito si è anche recentemente opposto all'accordo Meloni-Rama sulla creazione di centri per rimpatri italiani su suolo albanese

## Presidenti
| N°  | Immagine | Presidente                       | Mandato   |
| --- | -------- | -------------------------------- | --------- |
| 1   |          | Sali Berisha (1944)              | 1991–1992 |
| 2   |          | Eduard Selami                    | 1992–1995 |
| 3   |          | Tritan Shehu (1949) (ad interim) | 1995      |
| (3) |          | Tritan Shehu (1949)              | 1996–1997 |
| 4   |          | Genc Pollo (1963) (ad interim)   | 1997      |
| (1) |          | Sali Berisha (1944)              | 1997–2013 |
| 5   |          | Lulzim Basha (1974)              | 2013–2022 |
| (1) |          | Sali Berisha (1944)              | 2022–     |

## Nelle istituzioni

### Presidenti della Repubblica
- Sali Berisha (9 aprile 1992 – 24 luglio 1997
- Bamir Topi (24 luglio 2007 – 24 luglio 2012)
- Bujar Nishani (24 luglio 2012 – 24 luglio 2017)

### Primi ministri
- Aleksandër Meksi (13 aprile 1992 – 11 marzo 1997)
- Sali Berisha (11 settembre 2005 – 9 settembre 2013)